# Ak 4
Ak 4（Automatkarbin 4）は、スウェーデンで開発された自動小銃である。ドイツ製のG3小銃に改良を加えた上で国産化したもので、1965年の採用からAk 5に更新される1986年までスウェーデン軍の主力小銃として配備されていた。
郷土防衛隊は、現在もAk 4B、Ak 4Cへと改修しながらAk 4を使用し続けている。
スウェーデン陸軍は、暫定的なマークスマンライフル（DMR）として、更新型のAk 4Dの再配備を予定している。 

## 概要
Ak 4は略称で、正式にはAutomatkarbin 4（突撃銃4型）と呼ばれる。原型は西ドイツのヘッケラー&コッホ社が開発したG3小銃だが、スウェーデン軍の要求を取り入れ細部に改良が施されている。M203擲弾発射器の取り付けも可能である。折畳銃床モデルも設計され、落下傘部隊などに限定的に配備された。
2002年、エストニア国防軍がその他の複数の小銃と共にAk 4を採用した。リトアニア軍でも採用されていたほか、ラトビア国軍では2006年にG36小銃による更新が始まるまで主力小銃として運用していた。

## 歴史
スウェーデン軍では、第二次世界大戦以来の主力火器だったm/96小銃、m/38騎兵銃、m/42小銃、m/45短機関銃などを更新するべく、1960年代頃から突撃銃の調達を計画し始めた。
このために行われたトライアルでは、国産のGRAM小銃、ドイツ製のG3小銃、ベルギー製のFAL小銃の3つが特に有力な候補と考えられていた。この際、3種とも一般的な7.62mm口径型のほか、スウェーデンにおける主力小銃弾だった6.5x55mm弾に適応させた6.5mm口径型が設計されている。1962年、スウェーデン軍でも7.62x51mm NATO弾を採用することが決定し、以後は7.62mm口径型についてのみ試験が行われた。
1964年、トライアルの結果、G3小銃がスウェーデン軍の要求に最も応えうると判断された。そしてオリジナルのG3小銃から細部も含め40点以上の改良を施したものが、Ak 4（Automatkarbin 4）として採用された。主要な改良点として、20ミリメートル延長された銃床、強化されたボルトバッファー、ボルトキャリアの右側面に設けられた指掛け用の溝（前進不足を起こしたボルトを強制的に押し出すためのもの）を挙げることができる。1965年から1970年まで、カールグスタフ・ファクトリーのエシルストゥーナ工場とハスクバーナ造兵廠にて製造が行われた。1970年には国防産業社がハスクバーナ造兵廠を買収し、以後1980年まではもっぱらエシルストゥーナ工場が製造を担当した。
Ak 5の開発時には、5.56x45mm NATO弾を使用するAk 4の小型モデルも試作されたが、冬季戦テストでの成績が芳しくなかった為に採用は見送られている。スウェーデン軍では1986年からAk 5への更新が始まり、退役して余剰となったAk 4は郷土防衛隊（英語版）などへ配備されていった。
郷土防衛隊は、現在もAk 4B、Ak 4Cへと改修しながらAk 4を使用し続けている。
スウェーデン陸軍は、暫定的なマークスマンライフル（DMR）として、更新型のAk 4Dの再配備を予定している。

## 派生型

### Ak 4OR

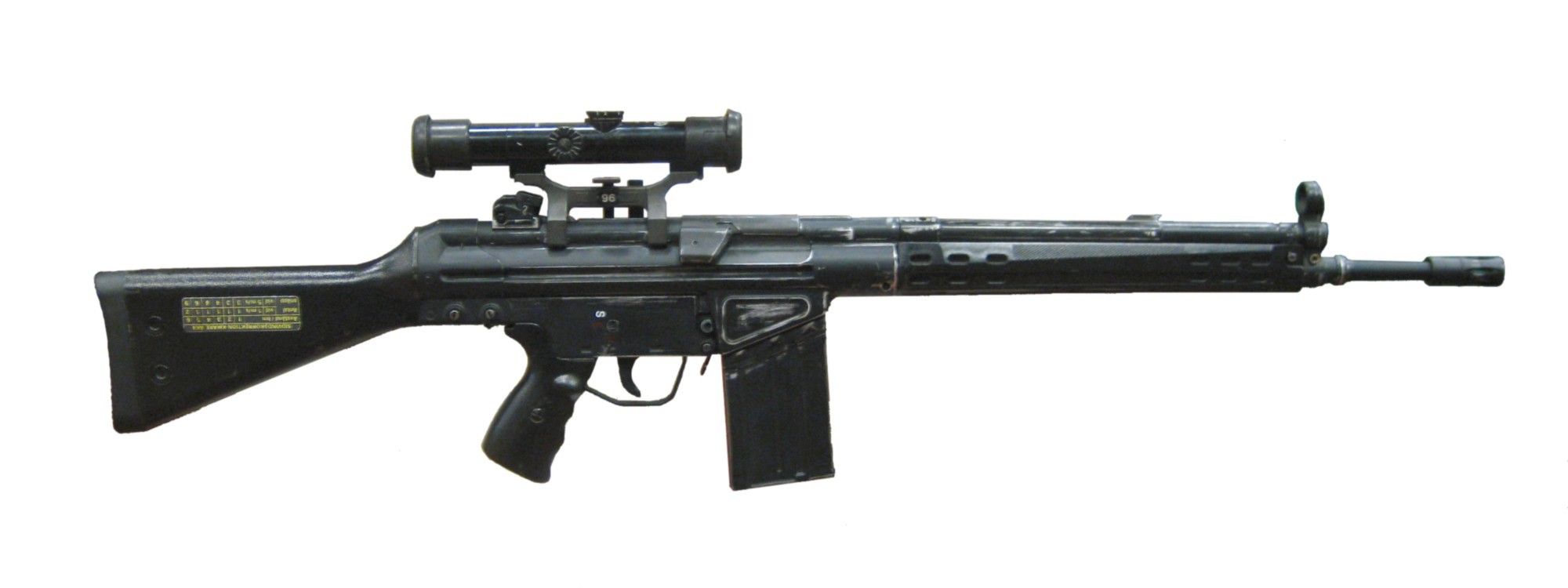
Ak 4 OR

Ak 4OR（Automatkarbin 4 OR）は、Ak 4にドイツのHensoldt社製のFero Z24 4x24望遠鏡サイトを取り付けたものである。旧式のクランプ型マウントを用いており、ピカティニー・レールは設けられていない。また、アイアンサイトもそのまま残されている。いわゆるマークスマンライフル的な運用を想定したものである。

### Ak 4B

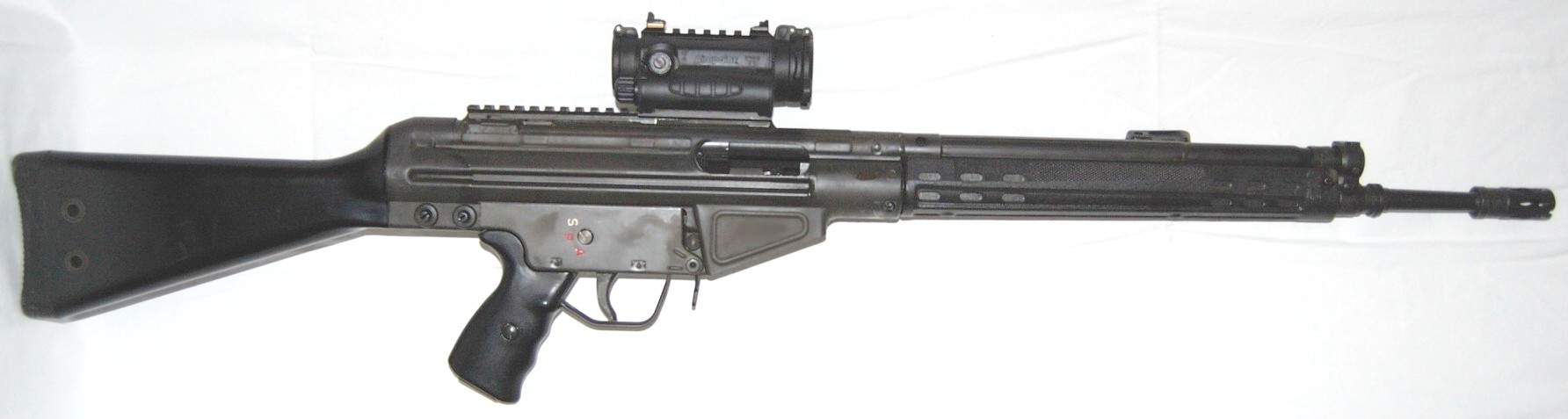
Ak 4B

1990年代末から2000年代にかけて、スウェーデン国防装備庁（FMV）と軍部は、Ak 4およびAk 5に取り付ける新型照準器の共同開発に着手した。2002年5月、入札を経てAimpoint社が国防装備庁とレッドドットサイト60,000個の製造契約を結ぶ。この際、設計要件の1つとして少なくとも10年の電池寿命を有することが求められている。新型照準器は一連の試験を経て、2003年から調達が開始された。以後、毎年2万個程度の調達が続いている。
郷土防衛隊の主力小銃だったAk 4にも新型照準器を取り付ける為の改修が行われ、改修を施したものには新たにAk 4B（Automatkarbin 4B）という名称が与えられた。Ak 4Bはアイアンサイトが除去され、照準器を取り付ける為のピカティニー・レールが溶接されている。また、レール金具と照準器に干渉しないように薬莢受けの形状がわずかに改められた。

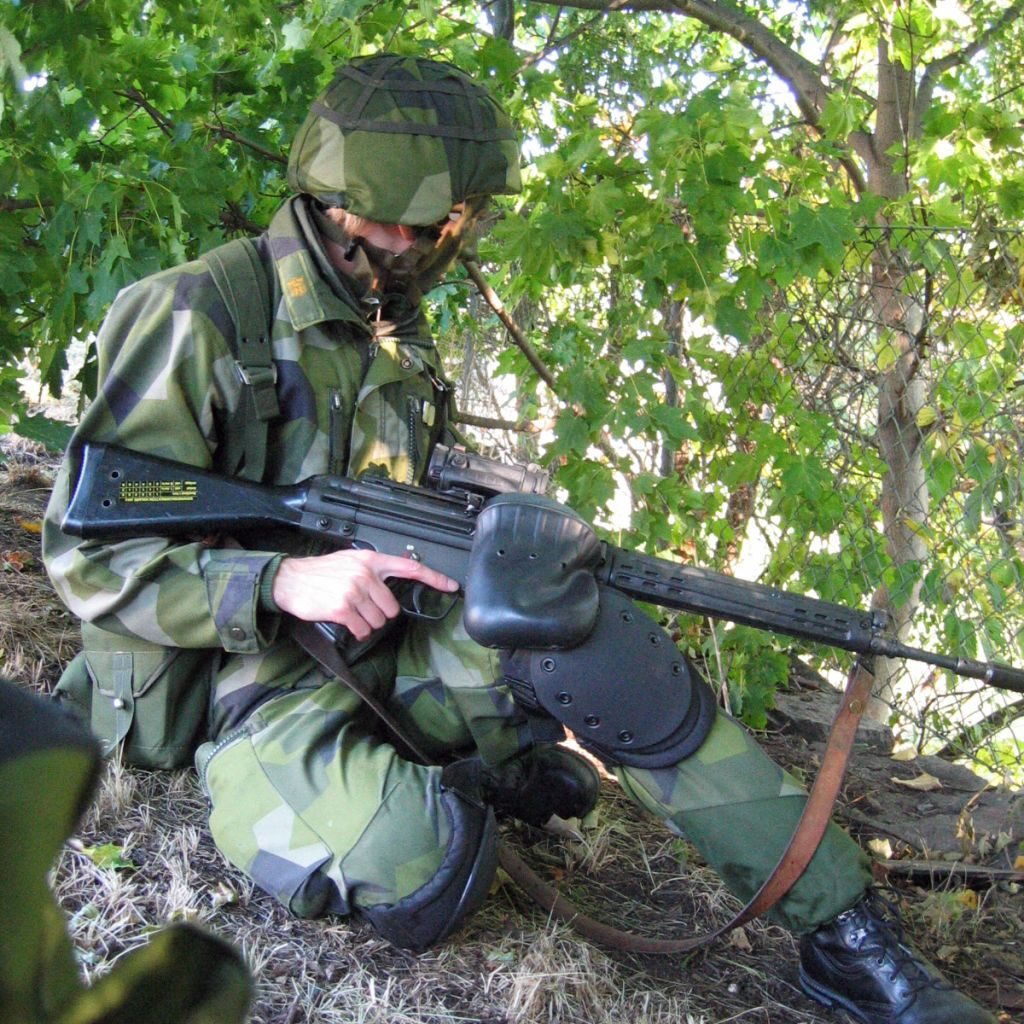
郷土防衛隊の隊員（2005年）
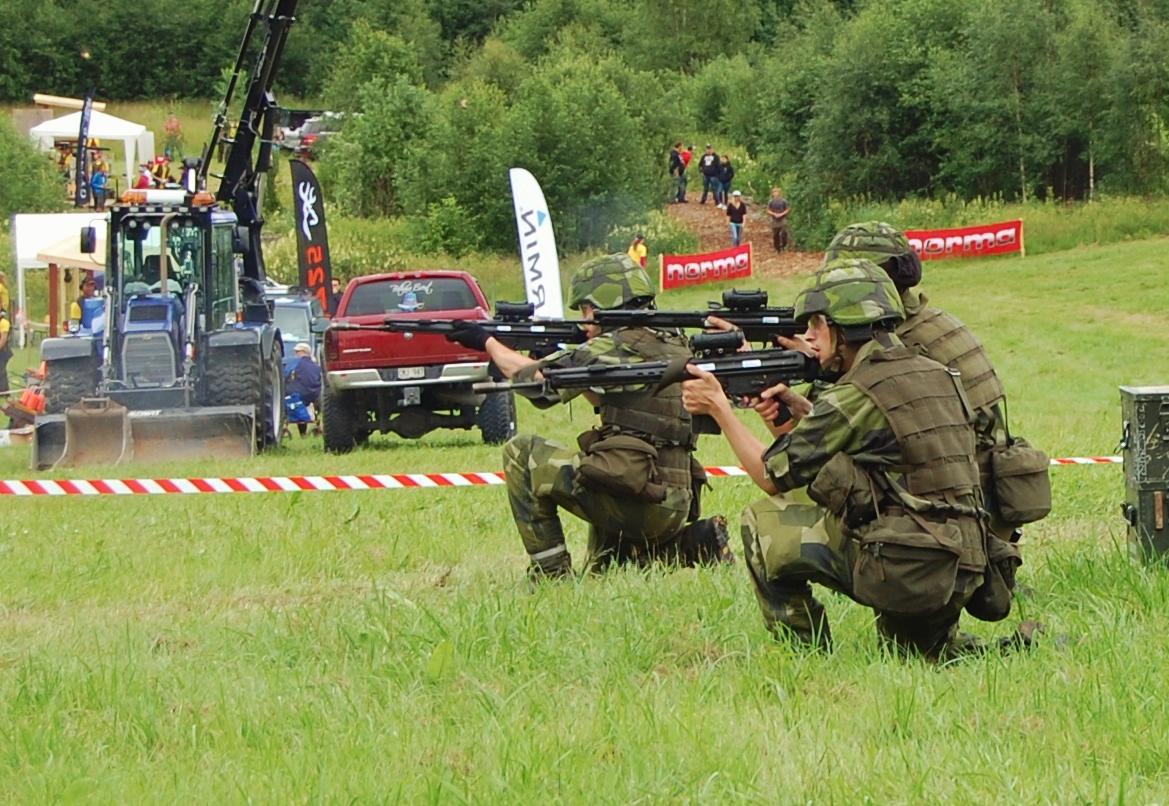
郷土防衛隊の隊員（2013年）

### Ak 4C
Ak 4Bの機能更新型。光学照準を容易にするため、チークサポートを備えた6段階伸縮調整可能な銃床を備えている。この銃床はスウェーデンのSpuhr i Dalby AB社により設計および製造された。Ak 4Cは、2017年から郷土防衛隊（"Swedish Home Guard"）により配置され始め、総数5,000丁の更新が予定されている。

### Ak 4D
Ak 4Cと同じ伸縮調整可能な銃床を備えたAk 4Bの更新型であるが、モジュール式の前部ハンドガード（スウェーデンのSpuhr i Dalby AB社によって設計および製造されている）、バイポッドが追加され、Ak 4ORと同じHensoldt社製 Fero Z24 4x24望遠鏡サイトがピカティニーレール（MIL-STD-1913）上に取り付けられている。Ak 4Dは、スウェーデン陸軍により暫定的なマークスマンライフル（DMR）として、400丁の使用が予定されている。

## 運用国
- スウェーデン[7]
- エストニア[8]
- ヨルダン[9]
- ラトビア[9]
- リトアニア[10]